# Parasutra furthi
Parasutra furthi là một loài bọ cánh cứng trong họ Chrysomelidae. Loài này được Medvedev miêu tả khoa học năm 1994.